# Aipe
Aipe – miasto w Kolumbii, w departamencie Huila.